# Mateo González Manrique
Mateo González Manrique (1745 - 1815?) fue un militar que ejerció como gobernador de Florida Occidental entre 1813 y 1815. Durante esta época, la colonia carecía de recursos militares en un momento en que el expansionismo estadounidense había visto cómo se anexionaba territorio español y cómo se aplastaba a sus vecinos indios de los estados tapón. El intento de Manrique de contrarrestar la agresión estadounidense, invitando a los británicos a guarnecer Pensacola, tendría consecuencias desastrosas. Aunque no pudo evitar las primeras incursiones británicas en Florida, su postura de neutralidad se vio socavada por el comportamiento partidista del beligerante comandante británico Edward Nicolls. Seducido por una implícita omnipotencia y la superioridad numérica de los británicos, fue, con el beneficio de la retrospectiva, una mala elección. Con ello se ganó la enemistad de Andrew Jackson, que invadió la ciudad en 1814, aunque se la devolvió a Manrique tras la huida de los británicos.

## Carrera
Manrique fue un oficial comisionado del ejército español, comenzando su carrera en 1765 con el regimiento de infantería Saboya ascendiendo a los rangos de Oficiales jefes de teniente coronel capitán en 1799, y luego Sargento mayor en agosto de 1803. El 5 de mayo de 1813, Manrique fue nombrado gobernador de la Florida Occidental española, reportando a Juan Ruiz de Apodaca el capitán general de Cuba y Florida. Mantuvo este cargo hasta el 31 de marzo de 1815. Cuando terminó el mandato de Manrique como gobernador de Florida Occidental en 1815, fue sustituido por José de Soto.

### Intensificación de la Guerra Creek
En 1812, la guerra contra Napoleón y las revueltas en Sudamérica habían provocado que la posición española en la costa del Golfo se deteriorara hasta un punto de debilidad total. Luis de Onís se opuso a cualquier intento de defender Florida, ya fuera por acción española o mediante alianzas con los indios, o incluso con ayuda militar británica. Creía que España sólo podría retener Florida a través de la diplomacia, frente a la fuerza militar. En la primavera de 1813, Zúñiga anticipó un ataque a Pensacola por parte de los americanos, y Apodaca quería defenderla. Dadas sus sospechas sobre los británicos, aliarse con los indios era la única posibilidad que les quedaba a los españoles para defender Florida.
Los indios creek creían que contarían con el apoyo de británicos y españoles, y que en Pensacola recibirían pertrechos bélicos. El predecesor de Manrique, Zúñiga, había invitado a los creeks a Pensacola. Es probable que la invitación fuera para discutir planes futuros. No estaban en condiciones de proporcionar ayuda para una escalada inmediata. Con estas expectativas, una partida de 60 creeks viajó a Pensacola en mayo de 1813. Este primer grupo fue despedido y se marchó con las manos vacías.
Tras su marcha, Manrique llegó a la misma conclusión que su predecesor, los americanos atacarían Pensacola en un futuro muy próximo, y el apoyo indio representaba la única defensa española plausible. Solicitó la aprobación de Apodaca, así como suministros para su guarnición y los indios. Antes de que llegara una respuesta de La Habana, una segunda partida de unos 300 indios llegó a Pensacola.
En julio de 1813, durante la guerra creek, Peter McQueen, un jefe, profeta, comerciante y guerrero mestizo y creek de Tallassee (Alabama), decidió ampliar la guerra contra los estadounidenses por sus frecuentes incursiones en tierras creek. McQueen exigió a Manrique que le suministrara municiones y advirtió que incendiaría Pensacola si el gobernador no cooperaba. Esto desembocaría en un ultimátum: apoyar a los palos rojos y romper relaciones con los americanos. Los guerreros de McQueen eran revoltosos y, en un momento dado, Manrique utilizó sus tropas para enfrentarse a algunos Creeks impacientes. Manrique pudo proporcionar pólvora y alimentos, pero no armas. Manrique informó a sus superiores de la intención de McQueen y los Bastones Rojos de ampliar la guerra contra los americanos, solicitando aprobación para armar a los indios. La respuesta fue que Manrique debía proporcionar todas las armas y suministros de que pudiera disponer, ninguno de los cuales llegó de La Habana o Cádiz. Ni los españoles ni los británicos habían podido o querido suministrar a los creeks en 1813, a pesar de las sospechas estadounidenses.
Al salir de Florida, el grupo de McQueen cayó en una emboscada, que desde entonces se conoce como la Batalla del Maíz Quemado. Este fue uno de los primeros enfrentamientos entre los palos rojos y las fuerzas estadounidenses, ya que la intensidad del conflicto fue en aumento. Después de la Batalla del Maíz Quemado, el Secretario de Guerra de los Estados Unidos, John Armstrong Jr., notificó al general Thomas Pinckney, comandante del 6.º distrito Militar, que Estados Unidos estaba preparado para actuar contra la Confederación Creek. Además, si se descubría que España apoyaba a los creeks, se produciría un asalto a Pensacola.
Aunque la misión de Jackson en el otoño de 1813 era derrotar a los creek, su objetivo mayor era avanzar sobre Pensacola. El plan de Jackson consistía en avanzar hacia el sur, construir carreteras, destruir las ciudades de Upper Creek, y más tarde dirigirse a Mobile para organizar un ataque sobre Pensacola, controlada por España. Tenía dos problemas: la logística y la escasez de alistados. Cuando Jackson comenzó su avance, el río Tennessee estaba bajo, lo que dificultaba el movimiento de suministros, y había poco forraje para sus caballos.
En ese momento sólo había unos 500 soldados españoles en el oeste de Florida. No llegarían refuerzos sustanciales de la España peninsular, inmersa en combates contra Napoleón. Una forma de contrarrestar la amenaza americana podría ser armar y aprovisionar a los indios, para reforzar las débiles defensas españolas.

### Misión militar de Woodbine en mayo de 1814
El capitán Woodbine, de los Royal Marines, entró en contacto con los indios. Tras una reunión de varios ancianos celebrada a bordo del HMS Orpheus (1809) el 20 de mayo, los británicos le proporcionaron armas y otros regalos. Woodbine fue nombrado agente británico ante las naciones creek. Se le aconsejó que respetara a los españoles y que se lo comunicara a los creeks. Una declaración de los Jefes de la Nación Creek a Cochrane aludía a esto. La presencia del Orpheus en el Apalachicola fue comunicada a los Generales Flournoy y Jackson en junio.
Al recibir informes de que los británicos iban a desembarcar en suelo español para armar a los nativos en guerra con Estados Unidos, y Manrique no había intervenido, la carta de Jackson a Manrique fechada el 12 de julio advertía de «consecuencias desagradables» si esta información era cierta. La respuesta de Manrique fechada el 26 de julio se refería al lugar del desembarco como territorio de los indios, no de los españoles. En cuanto a la extradición de los dos caciques - Peter McQueen y Josiah Francis (Hillis Hadjo) - a los americanos, cuya presencia en Florida se negaba, deploraba la hipocresía con que los fugitivos españoles habían sido dejados en libertad por los americanos. Criticaba que los piratas baratarianos liderados por Jean Lafitte estuvieran realizando sus operaciones desde suelo americano, y no hubieran sido apresados por las autoridades, con las consiguientes pérdidas para los ciudadanos españoles.
Manrique se encontraba en una situación precaria. Aunque demasiado débil para enfrentarse a los estadounidenses, no quería enemistarse con ellos y mantener la buena voluntad que le quedaba. Pero, al mismo tiempo, no quería debilitar su posición cortando las conexiones con sus aliados creek. Pidió ayuda a su superior en La Habana, pero no la obtuvo. Informó a Apodaca de que no podría impedir el desembarco de los británicos. Tomó la iniciativa, y en agosto de 1814 se acercó a los británicos, invitándoles a Pensacola. Esto suponía un cambio radical respecto a la política existente de mantener pequeños enclaves poblados con la exigua guarnición, y evitar la confrontación tanto con los estadounidenses como con los británicos.
Se ha teorizado que Manrique preveía el despliegue de una importante fuerza británica en la costa del Golfo, del que Woodbine y Nicolls eran preludio. Las pruebas indican que Nicolls se lo había prometido. En Pensacola circulaban rumores de que esto ocurriría. Los periódicos de La Habana informaban de que 25.000 soldados del ejército peninsular de Wellington habían llegado supuestamente a las Bermudas en agosto.
Se hizo evidente que los americanos estarían preparados para atacar Pensacola. Jackson forzaría la situación, siendo muy consciente de la posición de debilidad de Manrique. En su carta del 24 de agosto, Jackson criticó a Manrique por permitir que agentes británicos operaran en Pensacola y le advirtió que le consideraría personalmente responsable de cualquier depredación sufrida por ciudadanos americanos.

### Misión militar de Nicolls en agosto de 1814
En las Bermudas, el 4 de julio de 1814, Carron y Hermes embarcaron una fuerza de Royal Marines, al mando de Edward Nicolls, para su despliegue en la costa del Golfo. Cuando los británicos hicieron escala en La Habana el 4 de agosto, antes de navegar hacia la costa de Florida, se pusieron en contacto con Apodaca, el capitán general de Cuba y Florida. Una carta anónima enviada desde La Habana, cuyo autor era el comerciante y vicecónsul estadounidense Vincent Gray, que llegó a manos del gobernador de Luisiana William C. C. Claiborne, mencionaba que se había denegado a los británicos el permiso para desembarcar en Pensacola El 5 de agosto el Hermes, con Carron como acompañante, partió de La Habana. Llegaron a la desembocadura del Río Apalachicola ocho días después, el 13 de agosto de 1814. Del 13 al 21 de agosto, Hermes estuvo en el río. Llegó un navío de Pensacola, contratado por el capitán Woodbine, para trasladar pertrechos bélicos de Prospect Bluff a Pensacola, con la aprobación tácita de Manrique. Cuando Nicolls llegó a Prospect Bluff en agosto con 300 uniformes británicos y 1000 mosquetes, Manrique, plenamente consciente de la amenaza que los estadounidenses suponían para Florida, solicitó el redespliegue de las fuerzas británicas a Pensacola Durante este tiempo, el HMS Sophie llegó a Prospect Bluff, su comandante, Lockyer, fue recibido por el comandante Nicolls. Woodbine decidió permanecer en Pensacola, pero envió a Lockyer a Apalachicola con órdenes de regresar con todas las armas restantes y una petición para que todas las fuerzas británicas que llegaran allí se unieran a él en Pensacola.
La correspondencia de Nicolls a Cochrane informaba de que a la llegada de Woodbine a Pensacola, «fue recibido por el Gobernador español en los términos más amistosos, y el Gobernador le solicitó su ayuda para proteger la ciudad de Pensacola del ataque inmediato de los americanos». A pesar de la imagen optimista presentada por Nicolls, las relaciones entre Nicolls y Manrique se volvieron tensas en los meses siguientes.
Se observó a los británicos atracando el 25 y descargando el 26. En Pensacola, el 26 de agosto de 1814, Nicolls emitió una orden del día para el «Primer batallón colonial del Real Cuerpo de Marines», y al mismo tiempo emitió una proclama ampliamente difundida a la población de Luisiana, instándoles a unir sus fuerzas con los británicos y los aliados indios contra el gobierno estadounidense. Ambas proclamas se reprodujeron en el periódico  Niles' Register de Baltimore. Se trataba de una treta en cuanto a la fuerza real de los británicos. La «numerosa escuadra británica y española de barcos y navíos de guerra» que describía comprendía (Sistema de clasificación de la Marina Real británica) dos navíos de sexta clase y dos balandras de la Royal Navy (Hermes, Carron, Sophie, Childers), el «buen tren de artillería» comprendía tres cañones y doce artilleros, mientras que el «batallón» era un grupo con fuerza de compañía de 100 infantes de los Royal Marines, separado del batallón del mayor George Lewis.
Nicolls entrenó y equipó a los refugiados Creek. Los británicos habían armado y reclutado a 500 indios y 100 negros desde el 10 de septiembre.
Nicolls partió de Pensacola, para una demostración de fuerza, al atacar Fuerte Bowyer cerca de Mobile. (Este era territorio español que había sido anexionado por el general estadounidense James Wilkinson en 1813, justo antes del mandato de Manrique). El ataque fue un fracaso, resultando en una pérdida de prestigio. Esta derrota sembró la duda e hizo que Manrique se planteara si los británicos eran capaces de defender Pensacola. Un elemento perturbador de la presencia británica era que los esclavos podían huir de sus amos para unirse a Nicolls. Más de 100 esclavos sólo en Pensacola aprovecharon esta oportunidad. El saqueo del almacén de la Forbes Company en Bon Secour fue otra manifestación de que no se respetaban los derechos de propiedad de los españoles.
Las tensiones entre Manrique y Nicolls se mencionaban en una comunicación de Jackson a James Monroe fechada el 10 de octubre. En el preludio del ataque a Pensacola, esta división hacía imposible cualquier esfuerzo concertado. Manrique no deseaba enemistarse con Jackson, los británicos querían un enfoque más agresivo. Con este fin, Manrique intentó retener el control de la defensa de Pensacola. En esta lucha de poder, los británicos amenazaron con retirar sus fuerzas a menos que tanto el puerto como el Fuerte San Carlos quedaran bajo el control conjunto de Nicolls y Manrique. Protestando por su neutralidad, Manrique replicó que no estaba en el poder del Gobernador declarar la guerra, como Captiano James Gordon señaló irónicamente en su correspondencia con Cochrane.

### Pensacola atacada por Jackson

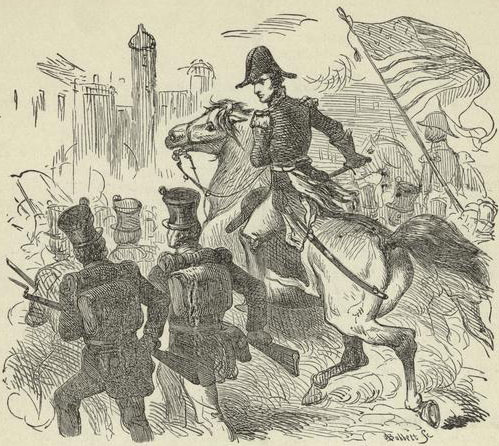
Entrada de Jackson y sus tropas en pensacola el 6 de noviembre de 1814.

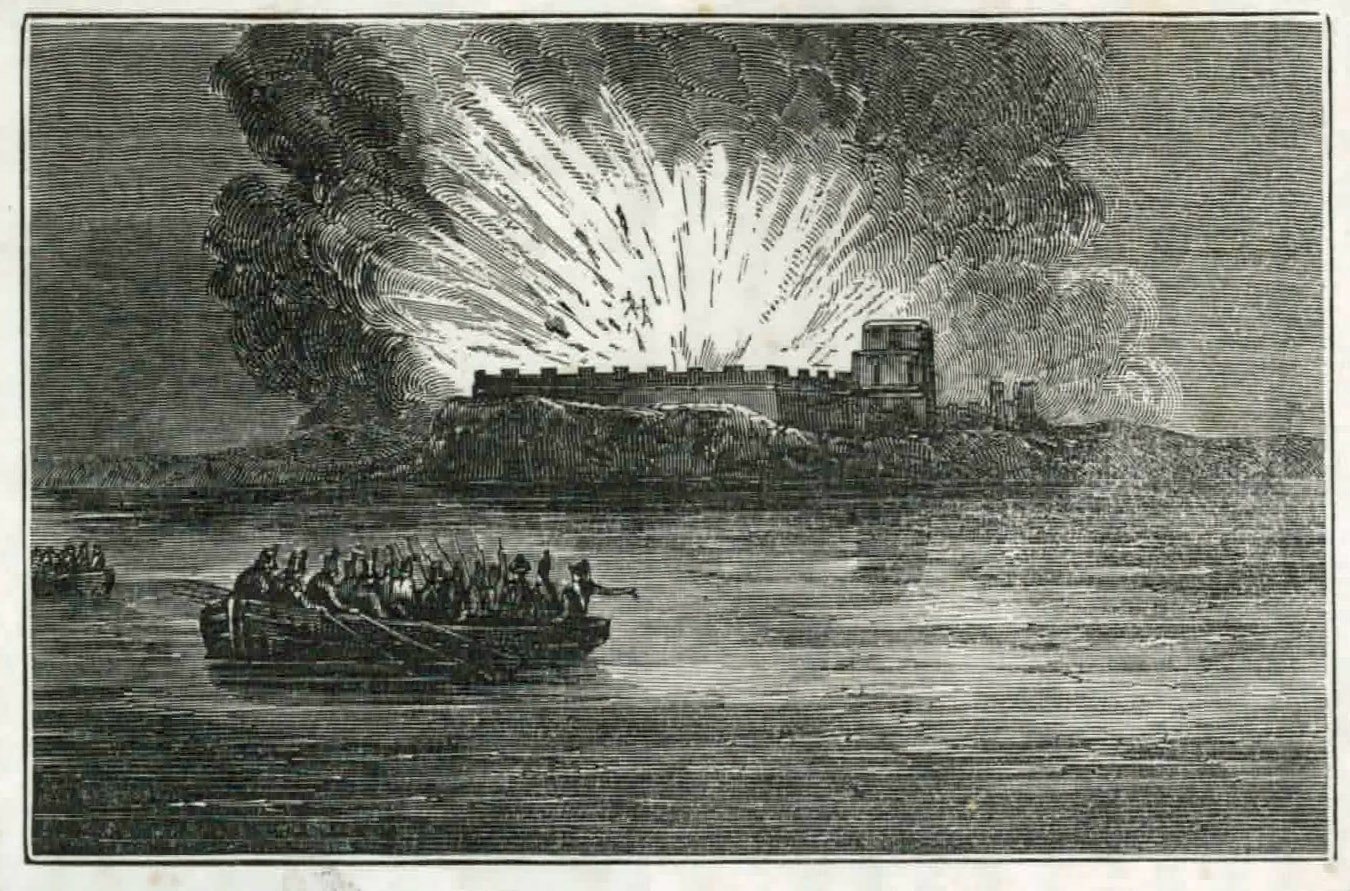
Destrucción del Fuerte Barrancas en Pensacola por el ejército británico y su huida

En una carta a Manrique fechada el 9 de septiembre, Jackson expresó su consternación por el hecho de que la bandera británica ondeara en Pensacola cuando Florida estaba «bajo el más estricto alegato de neutralidad».
Jackson insinuó en su carta a Monroe fechada el 5 de septiembre que la toma de Pensacola, y su posterior ocupación por una guarnición estadounidense, en concierto con Fort Bowyer en Mobile y un fuerte en Appalachicola aseguraría la zona. En respuesta, la carta de Monroe a Jackson, fechada el 21 de octubre, solicita que el asunto de Pensacola no se aborde mediante un ataque de Jackson, sino por medios diplomáticos, y que en su lugar se prepare para la llegada anticipada de una fuerza de tarea británica a Luisiana Antes de que llegaran estas instrucciones, Jackson escribió una carta a Monroe, fechada el 26 de octubre, explicando que iba a realizar un ataque, y sus razones para hacerlo.
El 6 de noviembre, Jackson envió primero al mayor Henri Piere como mensajero bajo bandera blanca de tregua, para entregar un ultimátum: conceder a Jackson «la posesión de las Barancas y otras Fortificaciones con sus municiones de guerra». Sin embargo, el mensajero se acercó a la ciudad y fue tiroteado por la guarnición. Esa noche, al amparo de la oscuridad, Jackson envió un segundo mensajero, esta vez un suboficial español recién capturado de la guarnición de Pensacola. Manrique, llamando al farol de Jackson, rechazó la propuesta: «Estoy resuelto a repeler por la fuerza el intento que podáis hacer». Una comunicación posterior de Jackson protestaba por el hecho de que su oficial fuera tiroteado, mientras portaba una bandera de tregua, y solicitaba la aceptación del ultimátum que debía recibirse antes de las 6 de la mañana del 7 de noviembre. Manrique respondió que su deber no le permitía aceptar el ultimátum, entregar las fortificaciones a Jackson. Manrique se esforzó en recalcar que ya no había presencia británica en Pensacola. Contó que los británicos habían solicitado la posesión de las fortificaciones, a lo que él se negó. Protestó que nunca intentó violar la neutralidad existente entre España y Estados Unidos.
El fuerte de San Miguel y la guarnición, que contaba con 268 soldados, se rindieron el 7 de noviembre. Según los términos de la rendición, las tropas de Jackson ocuparían el fuerte hasta que llegara una fuerza de relevo enviada desde España, impidiendo así que los británicos siguieran violando la neutralidad de los españoles. El fuerte de San Carlos, situado a 14 millas al oeste, permaneció en manos británicas. Jackson planeó capturar el fuerte asaltándolo al día siguiente, pero fue volado y abandonado antes de que Jackson pudiera avanzar sobre él. Los británicos se retiraron del Fuerte de San Carlos, junto con la escuadra británica. La carta de Jackson a Manrique fechada el 9 de noviembre expresa su decepción porque los británicos volaron Fuerte San Carlos, incumpliendo lo prometido, por lo que ya no estaba dispuesto a ayudarle a proteger la neutralidad española con tropas americanas. La carta de Jackson a Monroe fechada el 14 de noviembre proporciona una actualización de la situación relativa a su «movimiento previsto contra Pensacola». Menciona la destrucción causada cuando «los británicos y los españoles estaban volando las obras». Reconociendo que su ataque «no contaba con la sanción de mi Gobierno», decidió no reparar el Fuerte San Miguel, ni ocuparlo con una guarnición estadounidense, sino retirar sus tropas para proteger la frontera. Mientras estaba en Pensacola, Jackson recibió confirmación una semana más tarde de la presencia de una fuerza británica en Jamaica, con destino a Nueva Orleans, por lo que marchó a Mobile, llegando allí el 19 de noviembre.
La captura y breve ocupación de Pensacola tuvo la ventaja de alejar a los británicos de los españoles, y a la inversa, hacer que los americanos se encariñaran con ellos, según Jackson, y un relato de un residente de Pensacola a su hermano.

### Restitución de la propiedad española
La captura de Pensacola obligó a Nicolls a retirarse al río Apalachicola. Allí, Nicolls se reagrupó en Prospect Bluff y reunió a indios y ex esclavos refugiados. Al abandonar Fort San Carlos el 9 de noviembre, Nicolls se llevó consigo a gran parte de la guarnición española, 363 supernumerarios embarcados, entre ellos 56 pardos de Cuba, que no regresaron a Pensacola hasta 1815.
Manrique se quejó a Cochrane de los esclavos sacados de Pensacola por Nicolls. Cochrane contestó el 5 de diciembre, prometiendo que ordenaría a Nicolls que devolviera todos los esclavos sacados de Pensacola. Informó a Nicolls de que una delegación española llegaría a Prospect Bluff. El teniente José Urcullo llegó a Prospect Bluff el 27 de diciembre. Fue enviado por Manrique para recuperar los «esclavos de donde los ingleses se los llevaron», según las órdenes que recibió 10 días antes. Nicolls estaba de viaje, así que el capitán Robert Henry, en calidad de segundo, le recibió. Se entretuvo con Urcullo. Aunque se reunieron 133 personas, se les comunicó que sólo se devolvería a aquellos que «voluntariamente decidieran embarcarse». El 12 de enero, un abatido Urcullo, acompañado por sólo diez esclavos, regresó a Pensacola para informar al gobernador de que su misión había fracasado. Henry escribió a Manrique el mismo día, explicando que, en ausencia de Nicolls, no podía determinar adecuadamente quién había venido de Pensacola.
Manrique protestó ante el almirante en:Alexander Cochrane el 25 de enero.No sólo buscaba a los esclavos españoles fugitivos, sino también el regreso de los soldados. Cochrane respondió el 10 de febrero, a bordo del HMS Tonnant (1798), frente a Mobile .
En cuanto a los esclavos españoles huidos, escribió una carta a Cochrane el 9 de marzo, adjunta a «una representación de los habitantes de Pensacola respecto a sus pérdidas». Escribiendo desde el HMS Royal Oak, frente a la bahía de Mobile, el 15 de marzo de 1815, el contralmirante Pulteney Malcolm, comandante subordinado de Cochrane en la escuadra de Mobile, aseguró a Manrique que el Capitán de navío en:Robert Cavendish Spencer (hijo de George Spencer, 2.º conde Spencer) del HMS Carron, había sido designado para llevar a cabo una estricta investigación sobre la conducta de Nicolls y Woodbine, en relación con las pérdidas de propiedades de los habitantes españoles de Florida. Malcolm creía que en los casos en que no se pudiera persuadir a las personas anteriormente esclavizadas para que volvieran con sus dueños, el gobierno británico se comprometería a remunerar a los propietarios .
Vicente Sebastián Pintado viajó a Prospect Bluff, llegando allí el 7 de abril, Spencer había llegado antes Su correspondencia de abril y mayo de 1815 fue enviada al nuevo gobernador, José de Soto, que ahora sucedía a Manrique. Spencer no permitió que los esclavos españoles fugitivos fueran devueltos por la fuerza. En presencia de Pintado, los marinos coloniales fueron desarmados y dados de baja del servicio británico. Pintado les comunicó que, en virtud de las nuevas órdenes, ya no podían ser transportados a territorio británico, y les advirtió que preveía un futuro comportamiento vengativo por parte de los estadounidenses. Pintado entrevistó a 128 esclavos españoles, sólo pudo persuadir a 10, todas mujeres, para que regresaran voluntariamente. Calculó que había 250 fugitivos.
La discordia volvió a surgir cuando reaparecieron tensiones similares entre Jackson y los españoles, con motivo de la primera guerra semínola. Para facilitar una relación más cordial con los españoles, los recientes problemas de insurrección de esclavos se presentaron como atribuibles a las pérfidas influencias británicas durante la Guerra de 1812.